# Vinhais (freguesia)
Vinhais is een plaats (freguesia) in de Portugese gemeente Vinhais en telt 2382 inwoners (2001).
Vinhais kreeg in 1253 stadsrechten. De stad ligt ten westen van Bragança aan de Spaanse grens en biedt spectaculaire uitzichten over het nationaal park Montesinho. Toerisme is een belangrijke bron van inkomsten in Vinhais.